# 伊-16戰鬥機
伊-16（玻利卡爾波夫I-16），是蘇聯在1930年代初期開發的戰鬥機，也是全世界第一款服役備有可收式起落架之下單翼懸臂式戰鬥機，它的出現刺激了各國研發新型戰機的風潮。
伊-16的俄文是寫成「И-16」，И相等於英文的I，而其讀音為「伊」，故此種飛機經常有И-16、I-16和伊-16等名稱。
1932年蘇聯空軍面臨雙翼和單翼戰鬥機孰優孰劣的問題，因為雙翼機雖然格鬥性能較佳但速度較慢而單翼戰鬥機則剛好相反，故最後決定雙線發展，此謂I-15（雙翼機）和I-16（單翼機）的由來。
本機代表了兩次大戰之間時的空戰概念的變化，其兼有新舊機型的特色，如舊機的開放式座艙和粗短機身，新型的下單翼並無其他受力支撐（斜撐或張線等）和新型的收入翼下的收放式起落架等，但總體而言卻是反映了一次大戰時的纏鬥戰思想。

## 設計特點

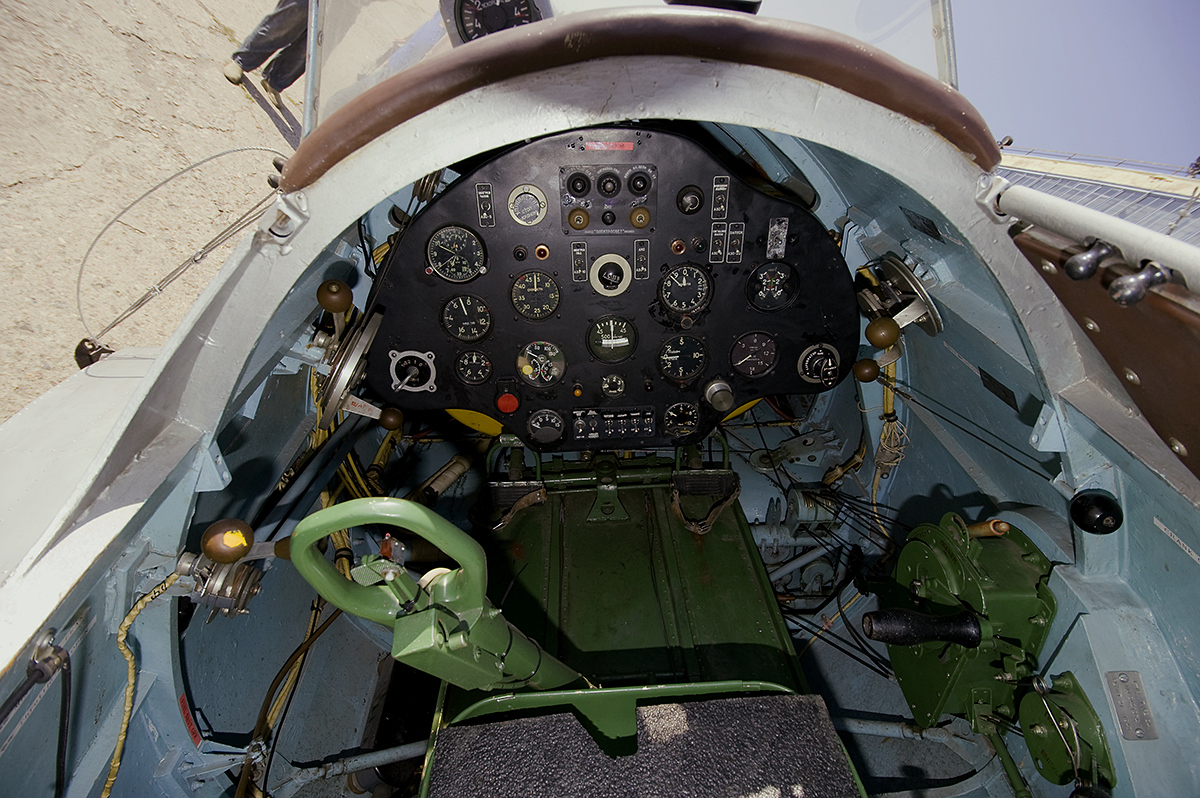
I-16的駕駛艙

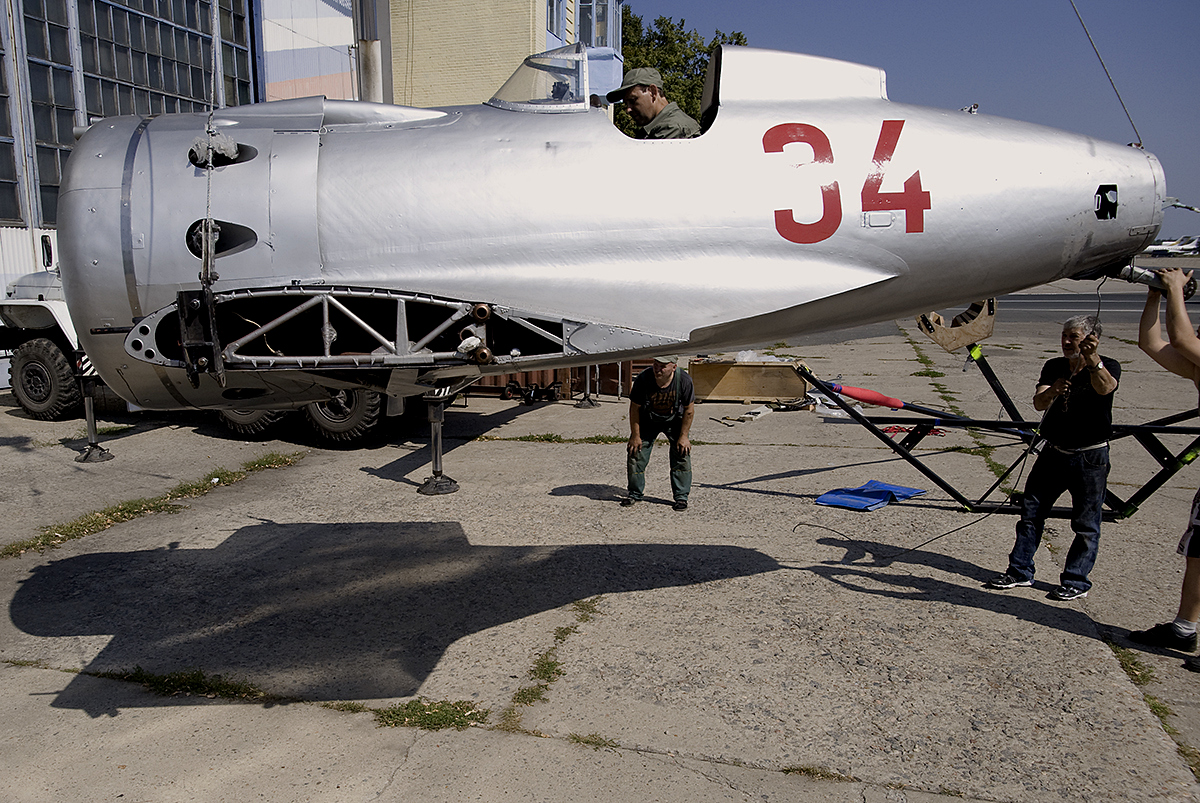
I-16的機身前段为铝制硬壳，后部主体为木製硬壳；機翼以兩條作為主樑的鋼管，翼前部蒙皮和翼肋為鋁合金而翼後部為帆布

本機在1933年首飛由當時蘇聯最著名設計師尼古拉·尼古拉耶维奇·波利卡尔波夫設計，是世界上第一款无张线的低單翼硬殼結構戰鬥機，並率先使用收入翼下的收放式起落架和變距螺旋槳等新的飛機技術。
I-16是波利卡波夫于第三十九设计局（昵称监狱设计局）在完成I-5后，依据当时流行的設計理念，机身由一战式帆布蒙皮结构演进为木制硬壳结构，加强的机身需要缩短以维持重量，设计出I-15，为当时細小的硬壳機身裝上大馬力的發動機的典型设计。后又在I-15基础上创造性地发展出I-16。以加强的单翼，率先摒弃了当时下单翼机如波音P-26（金属半硬壳，为多国所仿制，亦是堀越二郎首作的原型）的张线增强方式。本機機身粗短的低單翼铝木混合質硬殼結構，機身后段為短小的圓筒形木製夾板製成，機翼的前後翼樑為鋼管，翼前部蒙皮和翼肋為鋁合金而翼後部為帆布，使用開放式座艙和收放式後三點起落架，其起落架为手摇式，起飛后由飛行員逆时针摇動座舱右侧手柄44圈才能收入機翼內，而當降落時则要顺时针摇动44圈；因放起落架时初时會在地心吸力之下放下來，有飛行員就松开手柄任其自由旋转，但要小心不要被飞轉動中的手柄打中手臂，待起落架放下大半后，还需手动继续摇动以使起落架完全张开。初期I-16的尾起落架是一條用鐵造的支柱而非尾輪，其作用是當飛機降落時可借助和地面之間的摩擦力而提早把飛機停止，而當飛機起飛時也較易保持直線前進，不過後來都改為尾輪，I-16首創了裝甲座艙（在座位後方有一塊防彈鋼板）而且其座艙原本是封閉式，但因飛行員習慣用開放式座艙而且I-16的駕駛艙後部有盲區（要把頭部伸出才能看到後方），故私自把座艙罩拆下來。
I-16原規劃引進美國SR-1820-F3「旋風」風冷式發動機（700匹馬力），但什韋佐夫發動機設計局當時尚未達成授權共識，因此只能先用M-22發動機（英國布里斯托木星引擎授權版，輸出動力480匹馬力）頂替，雖然性能不夠出眾，但也達成了極速300公里以上的飛行表現，差強人意。引擎問題直到1935年7月推出I-16-5型，正式讓R-1820授權版M-25A發動機裝機後才解決，I-16-5在當時試飛創下時速395公里的表現，為當時戰鬥機的頂尖。
駕駛I-16進行起飛和降落皆非易事，除了如同期的寇蒂斯Hawk III（收入机身）均为手摇式，起飛時还要转动手柄去收起起落架，而降落時由於I-16的起落架避震不良，經常在跑道上不停彈跳，故要多接受在I-16-UTI教練機上練習去掌握起落技巧。I-16的操縱翼面皆無配平，若在飛行時發現機身不平衡也至能用飛行員自己的氣力去平衡機身，等到落地後才能告知地勤或機械师做調整，这也是当时各国飞机的普遍情况。

## 參數（I-16-24）
- 乘員：1人
- 機長：6.13米
- 翼展：9米
- 機高：3.25米
- 空重：1,490公斤
- 載重：1,941公斤
- 翼面積：14.5平方米
- 最快時速：525公里/小時
- 航程：700公里
- 昇限：9,700米
- 爬昇率：14.7米/秒

I-16四視圖

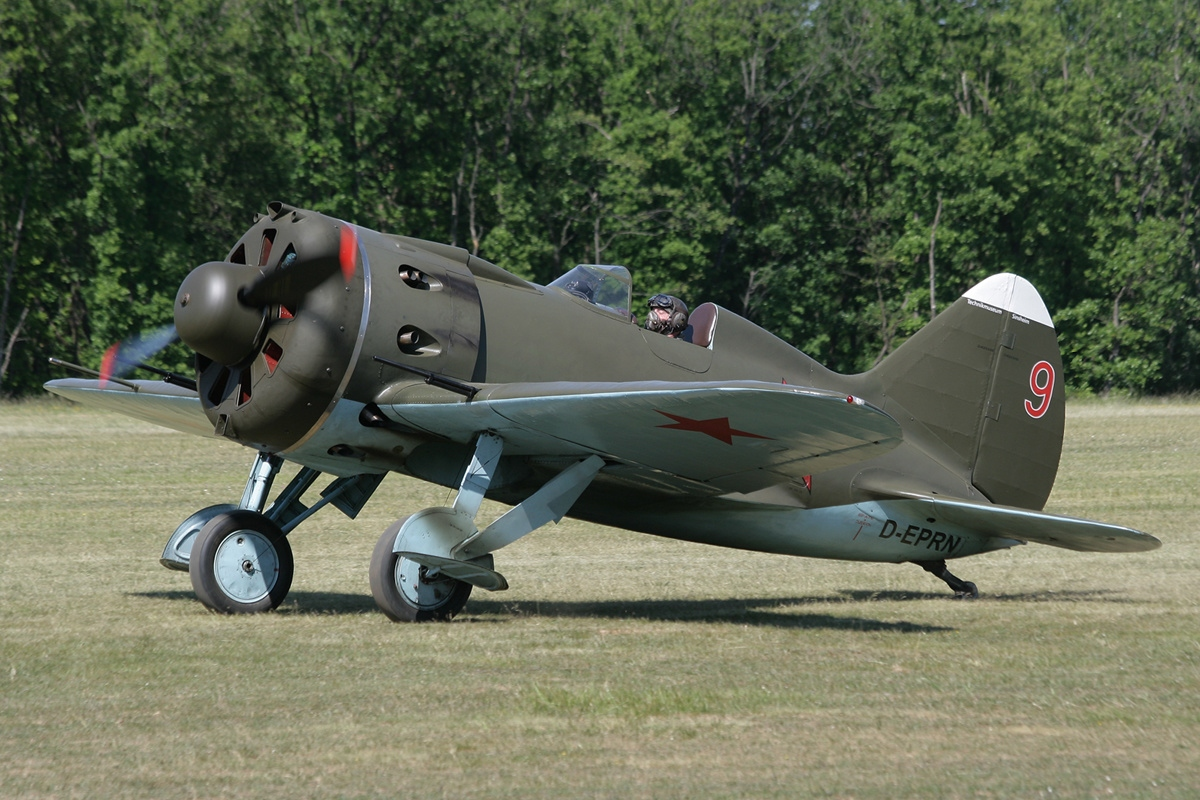
機翼配備機炮的I-16-24

- 發動機：1部M-63氣冷式發動機（900匹馬力）
- 武裝：機頭2挺7.62毫米口徑ShKAS機槍+左右機翼各1門20毫米口徑ShVAK機炮+翼下500公斤炸彈或6枚RS-82火箭彈

雖然本機系列各亞型外觀相似，唯最後期型使用可以緊閉的防彈玻璃座艙罩。但因為發動機的進步，使到各亞型號的性能和武裝分別很大的。

### 各亞型的性能
- I-16-4: M22發動機（480匹馬力），海平面極速362公里/小時，升限7440公尺，航程680公里。
- I-16-5: M25發動機（700匹馬力），海平面極速390公里/小時，升限9100公尺，航程540公里。
- I-16-10: M25V發動機（750匹馬力），海平面極速398公里/小時，升限8470公尺，航程525公里。
- I-16-18: M-62發動機（800匹馬力），海平面極速413公里/小時，升限9300公尺，航程485公里。
- I-16-24: M-63發動機（900匹馬力），海平面極速410公里/小時，升限9700公尺，航程480公里。

### 各亞型的武裝
- I-16-1、I-16-2、I-16-3、I-16-4和I-16-5：兩挺ShKAS 7.62毫米機槍。
- I-16-10：四挺ShKAS 7.62毫米機槍。
- I-16-17：機首兩挺ShKAS 7.62毫米機槍，機翼兩門ShVAK 20毫米機炮。
- I-16-18：改回四挺ShKAS 7.62毫米機槍。
- I-16-27和I-16-28：機首兩挺ShKAS 7.62毫米機槍，機翼兩門ShVAK 20毫米機炮。
- I-16-29：機首兩挺ShKAS 7.62毫米機槍，機身一挺UBS 12.7毫米機槍，兩邊機翼下可掛載6枚RS-82火箭及兩枚100公斤炸彈。

## 實戰

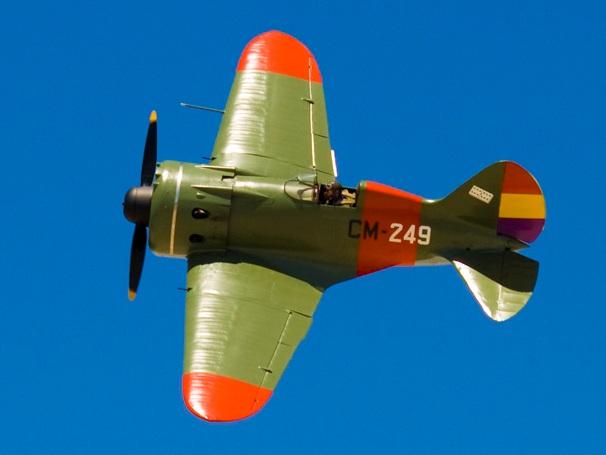
保持著西班牙內戰時共和軍陣營塗裝的I-16

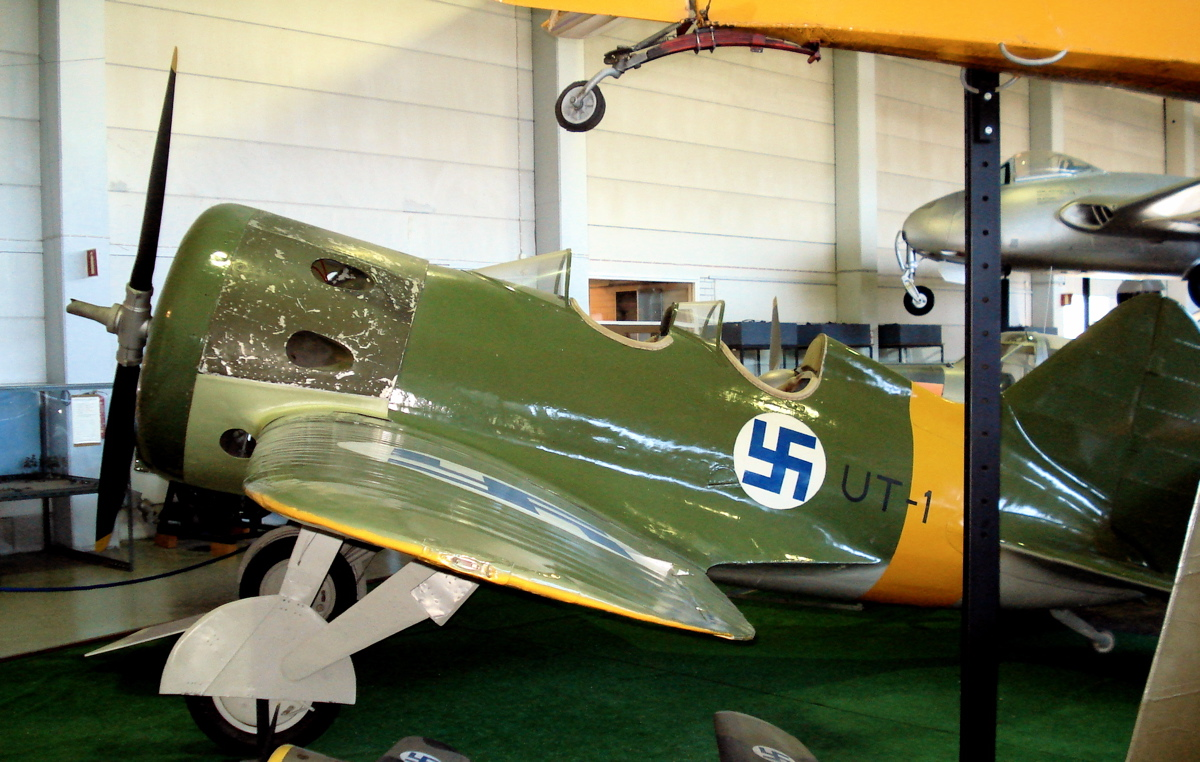
擄獲自蘇軍的芬蘭空軍I-16-UTI

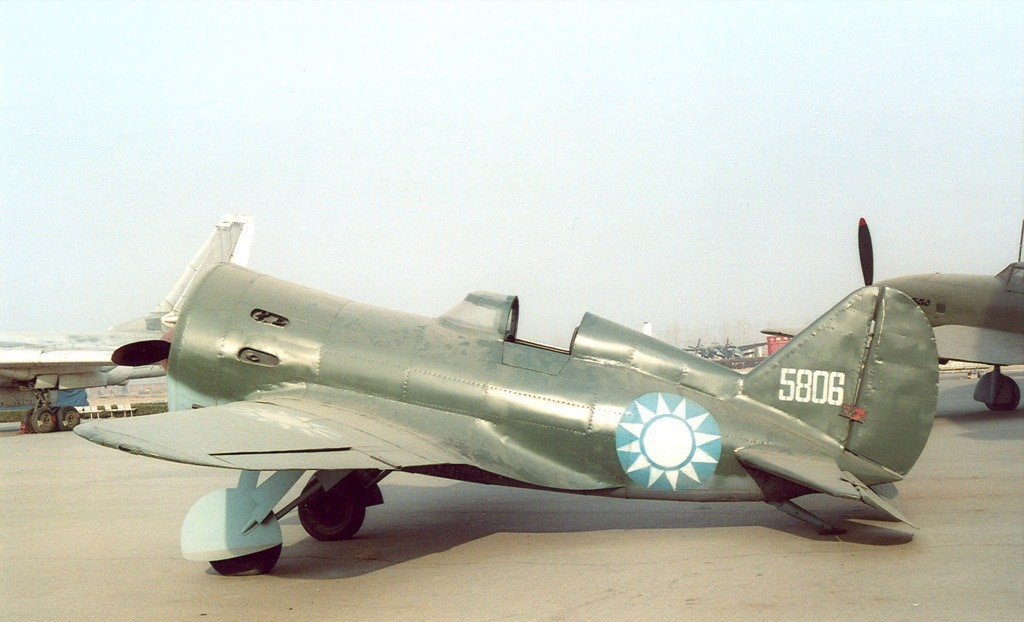
蘇聯援助中華民國空軍的I-16-6

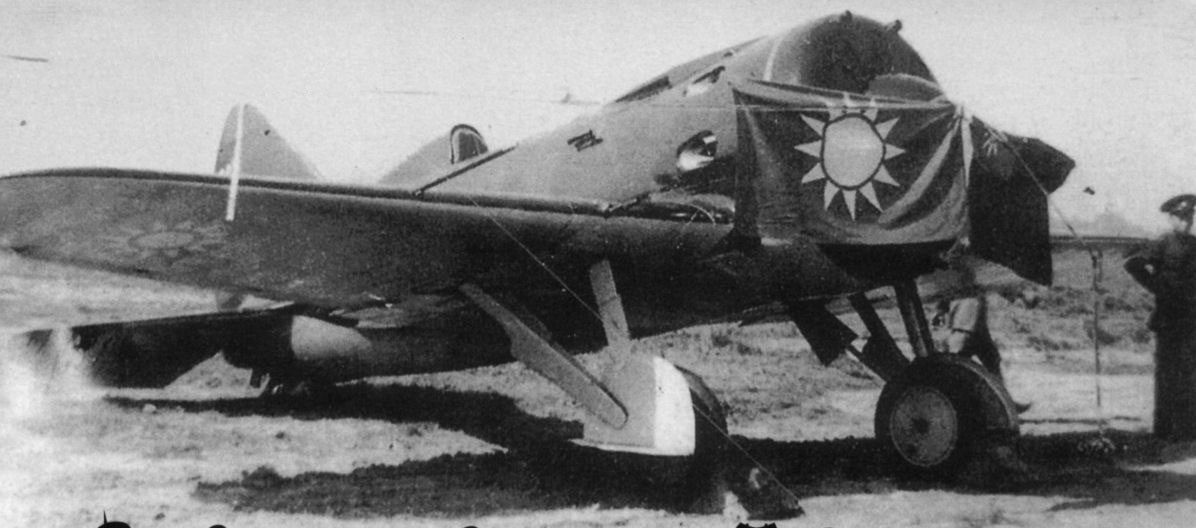
抗戰期間來華助戰的蘇聯航空志願隊I-16-6

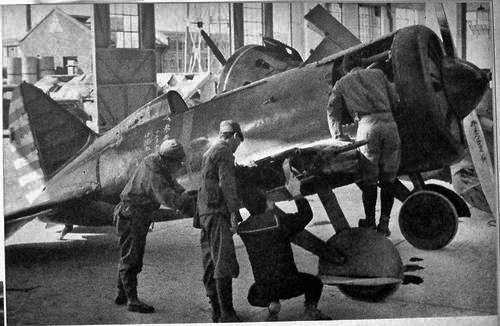
曾參加南京保衛戰的中華民國空軍I-16-6

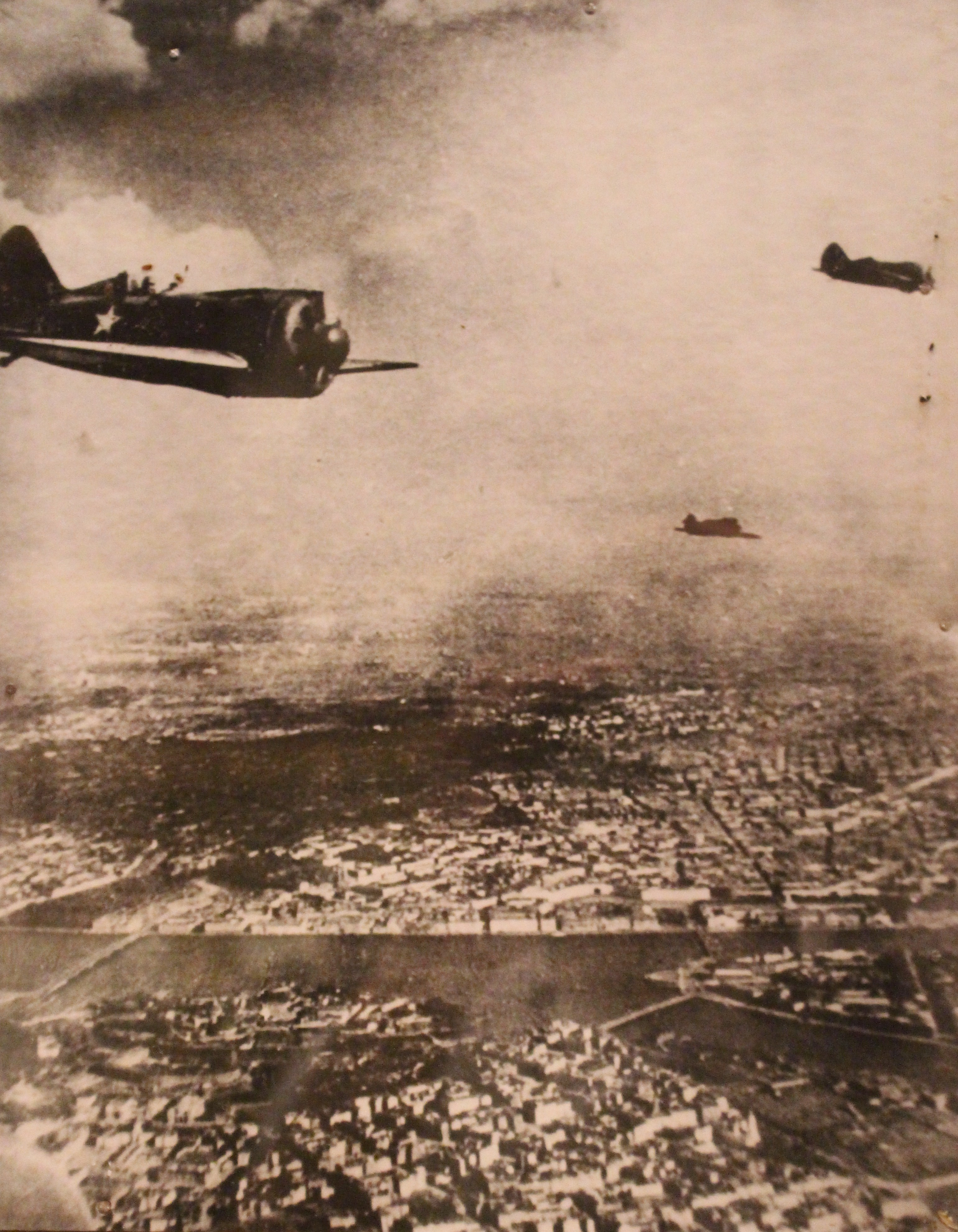
列寧格勒圍城戰時飛越列寧格勒的I-16機隊

在1936年爆發的西班牙內戰，和1937年的爆發中國抗日戰爭，本機被曾被實戰試驗，並起初只由蘇聯航空志願隊駕駛，直到二戰之初的蘇日在諾門罕戰役武裝衝突中，都有很好的戰果。
在因為當時飛行員還是以一戰的經驗作戰術指導思想下，而且同期軸心國空軍主力還是雙翼機，包括德國的He 51戰鬥機和義大利的CR.32戰鬥機還有日本的九五式戰鬥機，所以起初伊-16戰績輝煌並使蘇聯突然躋身航空先進國的地位，但客觀反刺激了軸心國研究適應新時代空戰的戰術和飛機，例如：
在西班牙內戰當中，當I-16被He 51雙翼戰鬥機咬尾，I-16的飛行員只要開大油門並向下俯衝就可以及時離開He 51的機槍攻擊範圍而令He 51的飛行員無可奈何，這點令速度更快的Bf 109B更受重用，但I-16仍比未裝備計畫中發動機的Bf 109B快16公里/小時，這點令德國人加緊對Bf 109的改良，I-16在諾門罕戰役當中首次使用RS-75空對空火箭彈擊落日機，這也令德國人進行空對空火箭彈的研製工作。
而且在大清洗時代使空軍人員報喜不報憂的影響下，波利卡波夫多次因原型机试飞事故受到指控，而多次受斯大林本人下令保护不得追究，大大推遲了本機的進一步改良和後繼機的開發，而它的后继机伊-185开发缓慢设计保守，使到中期型的本機和伊-15一直生產到二戰開始時。直至苏联广泛鼓励年轻设计师担当重任，成立了一系列新的设计局，其中原在波利卡波夫设计局工作的米高扬和格列维奇亦脱队，于1939年成立了自己的“米高扬-格列维奇”也就是米格设计局。
到了蘇芬戰爭中，因為保衛祖國的芬蘭人奮力抵抗，和以適應新時代的空戰戰術思想指導下，蘇聯軍方才認識到本機開始過時，從而在改良本機的同時開發新一代的戰鬥機：雅克-1戰鬥機、米格-3戰鬥機和拉格-3戰鬥機。
到蘇德戰爭初期，本機仍佔蘇聯戰鬥機約七成，在面對針對新時代空戰戰術不断升级的Bf 109F/G型和Fw 190前，即使是本機的最後期第二十四型仍然被打得慘敗了。而在以前援華的早期型伊-16，甚至幾乎被日本的零式戰鬥機和一式戰鬥機消滅殆盡。
可是即使在蘇聯新的主力戰鬥機雅克-9和拉-5大量服役後，殘存的伊-16仍然被改造成教練機和攻擊機使用直到1943年為止。

### 中國戰場
1937年（民國26年）7月7日中日戰爭爆發，8月21日，國民政府和蘇聯簽訂「中蘇互不侵犯條約」。蘇聯決定提供低利貸款額度給中華民國，中華民國則利用這些額度向蘇聯購買武器對抗日軍，債務則以礦產和稀有物資等清償，价格为苏军采购价，較当时法意英借机抬价的加急國際現貨低廉很多。戰鬥機部分，1937年蘇聯決定提供142架I-16-5、I-16-10、8架I-16-UTI給中國；1941年再提供75架I-16-17型，這些I-16皆用貨車散裝運到哈密或蘭州再組裝。當時蘇聯雖然決定供應中國武器，但初期生产不及，部分由現役裝備翻修而来，并由苏联志愿航空队操作，以便尽快对日作战。苏联志愿者驾驶这些飞机于1937年11月22日在南京首战，击落三等航空兵“宫崎康治”驾驶的三菱九六式舰上战斗机1架，24岁的苏联空军中尉“涅日丹诺夫•尼古拉•尼基福罗维奇”驾驶的I-16战斗机1架被击落，两人均阵亡。
I-16初到中國是在淞滬會戰國軍失利而首都南京面臨日軍兵臨城下之際，11月21日，前去接收I-16的中國空軍高志航大隊長在周家口機場遭10架突然出現的日軍九六式陸上攻擊機轰炸，“高志航”大队长试图紧急起飞迎战未及，于跑道上被炸身亡。11月22日苏联志愿航空队驾I-16于南京首战，日本及驻南京欧美各国均有报道，日方报称，在南京上空受“从没有见过的型号”的战斗机阻击，遇到的战斗机造型是“低翼单叶、缩进去的滑轮”。“陈纳德”当时在南京做空军顾问，他后来在回忆录中提到，他平生见过的两次最精彩的空战之一，就是此日于南京上空目睹。同年12月已有17架I-16-6進駐南京，由于中国飞行员尚需适应训练，因此主要由11名苏联飞行员驾驶作战。
12月3日，后任国民革命军空军总司令部政治作战部中将主任的“董明德”，和中国空军“四大飞将”之一“樂以琴”，两人与蘇聯航空志愿队一同驾驶I-16在南京上空和日機展开南京失陷前的最后一次空戰。當天日軍出動8架九六式艦上攻擊機和6架九六式艦載戰鬥機，包括日本航空兵“四大天王”之一，海航的“南乡茂章”。中方多架飛機被擊落而日方無一損失，樂以琴低空跳伞未成阵亡，苏联飞行员亦有数人阵亡。
1938年（民國27年）後中国飛行員漸漸熟習I-16的操作，苏联飞行员渐服水土，故戰果与日军較接近。中蘇飛行員在南昌和武漢上空和日機激戰，2月18日，12架日軍轟炸機在26架戰鬥機護航之下進犯武漢，中國空軍第4大隊29架戰機起飛，結果在10分鐘的空戰當中日機被擊落12架而中方祇損失5架，這是抗戰以來國軍飛行員第一次在一場空戰當中擊落10架日機以上而自己的損失又少於日軍，這是「第一次武漢大空戰」的勝利。4月29日為日本天長節，為了慶祝日本天皇生日，日軍出動42架飛機去空襲漢口，但慘被中蘇飛行員駕駛的I-16和I-15擊落26架而國軍祇損失12架，經此一伇，日機在一個多月內都不敢再來犯，史稱「第二次武漢大空戰」。5月31日，日軍又派出18架轟炸機和36架戰鬥機空襲武漢，而中蘇空軍總共48架的I-15和I-16早已在高空嚴陣以待，此戰即是「第三次武漢大空戰」，中蘇戰機向日機俯衝攻擊，隨即變成一百多架戰機的大混戰，此戰日機被擊落14架而中蘇空軍祇損失兩架。
1939年（民國28年）2月20日和23日發生蘭州空戰，中蘇飛行員總共擊落日軍18架意大利製BR.20轟炸機而自己無一損失，此謂「蘭州空戰大捷」。
1940年（民國29年）9月13日發生壁山空戰，中國空軍的I-16和I-15遭日軍新銳的零式艦上戰鬥機擊落13架、擊傷11架，這場慘敗讓中國空軍不論在實力或象徵意義上都失去了制空權，這一劣勢直至珍珠港事變後獲得美援才得以扭轉。

## 評價
本機相信是在老一輩非社會主義的國家人民中最熟悉的戰時蘇式飛機，其曾經參與西班牙內戰和中日戰爭，還有叫「老鼠」和「蒼蠅」等渾名。
本機雖然在二戰開戰時已經開始落伍，但很多創新的設計，刺激了三十年代的航空界競爭。
真正值得爭議的地方有兩處：
首先以木材而不是金屬構成的機體，常被誤解為落伍，但對於當時理解是木材已經達到要求的情形下不必浪費硬鋁，可是其他國家同期同級的機型不使用木材，原因是缺乏蘇聯盛產的優質木材，所以不得不選擇鋁材，故本機是完全為了國情的條件而設計。如同1935年首飞的英国飓风战斗机机身采用了金属框架帆布蒙皮，并成为不列颠空战的主力，亦是根据国情，而被实战证明有效的设计。
另一問題是本機似雙翼機機體的單翼機造型，由设计较成熟的双翼I-15发展而来，較Bf 109等一開始就以單翼機設計的機型不穩定，雖然靈活性較高，但需要較熟練的飛行員來駕駛。

## 使用國家
- 苏联（生產國）
- 中華民國
- 蒙古人民共和國
- 波蘭
- 西班牙第二共和国
- 西班牙国（擄獲）
- 納粹德國（擄獲）
- 芬兰（擄獲）
- 羅馬尼亞（擄獲）

## 和I-16作戰的敵軍飛機

### 德國
- He 51戰鬥機
- Bf 109戰鬥機

### 意大利
- CR.32戰鬥機
- BR.20轟炸機

### 日本
- 九五式戰鬥機
- 九六式艦載戰鬥機
- 97式戰鬥機
- 九六式陸上攻擊機
- 零式艦上戰鬥機
- 一式戰鬥機

## 外部連結
- 抗戰時期俄援戰機之波利卡I-16式戰鬥機、UTI-4及仿製之忠－28甲教練機 (如遇编码检测错误，须手动选择 Big5）
- 中國上空的紅色飛鷹（页面存档备份，存于）
- 蘇聯援華飛行隊（页面存档备份，存于）
- 日星大碰撞——诺门罕的空中作战（页面存档备份，存于）